# Mariano Remón Zarco del Valle y Balez
Mariano Remón Zarco del Valle y Balez, I marqués del Zarco (1830-Madrid, febrero de 1906) fue un diplomático español.

## Biografía
Fue hijo del militar Antonio Remón Zarco del Valle y Huet y de su esposa María Balez. Su padre tuvo una importante carrera como diplomático, militar y político. Mariano tuvo al menos dos hermanos:
- Concepción, casada con Fernando Fernández de Córdoba y Rodríguez de Valcárcel (1809-1883), II marqués de Mendigorría.
- Antonio.

Comenzó la carrera militar y en 1849 era agregado militar en la legación de España en Berlín, siendo subteniente de infantería.

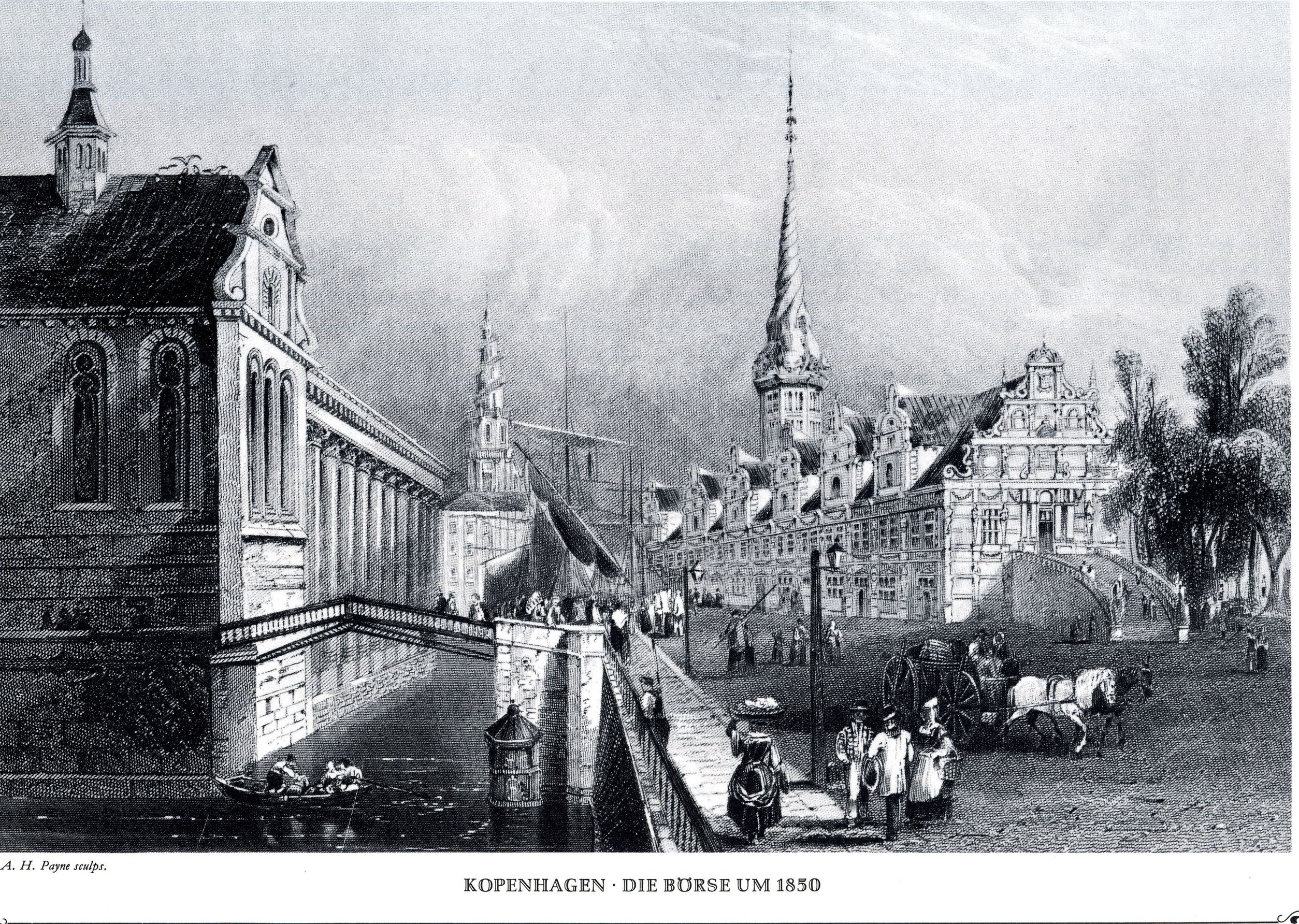
La bolsa de Copenhague en 1850, Mariano sería primer secretario de la legación española en esa ciudad en 1855.

Posteriormente, se decidió por la carrera diplomática siendo en 1855, primer secretario de la legación española en Copenhague. Diez años después era secretario de la legación de España ante el rey de Italia.
Desde al menos 1879 y hasta su jubilación en 1904 fue primer introductor de embajadores del Reino de España.
En 1895 la reina regente María Cristina de Austria le concedió el marquesado del Zarco en atención a los méritos de su padre.
Murió en febrero de 1906.

## Títulos, órdenes y cargos

### Títulos
- I marqués del Zarco.

### Órdenes
- Caballero gran cruz de la Orden de Carlos III.[5](11 de noviembre de 1878)[6]
- Caballero gran cruz de la Orden de Isabel la Católica.[5]

### Cargos
- Primer introductor de embajadores (c. 1879).
- Mayordomo de semana (18 de febrero de 1851).